# Axel Bergström (politiker)
Per Axel Bergström, född 20 augusti 1823 i Lund, död 23 augusti 1893 i Örebro, var en svensk jurist och politiker. Han hade smeknamnen "kung Bergström" och "kvarstadskungen" och tjänstgjorde som civilminister 1870–1875, justitieminister 1888, var ledamot av andra kammaren 1867–1878 och av första kammaren 1882–1893, samt var landshövding i Örebro län från 1876 till 1893.

## Biografi
Bergström föddes i Lund som son till Isac Bergström, hotelldirektör vid Hotell Mollberg i Helsingborg, och hans hustru Johanna Brita Hallongren. Han blev 1840 student vid Lunds universitet och 1844 filosofie magister. 1846 avlade han examen för inträde i rättegångsverken och blev auskultant i hovrätten över Skåne och Blekinge, där han 1863 utnämndes till assessor.
Han var från 1856 gift med Anna Emilia Mathilda Sjöcrona och blev far till landshövdingen Karl Bergström. De är alla begravda på Nikolai kyrkogård i Örebro.

## Politisk karriär
Bergström utvecklade även ett stort engagemang för det politiska livet. Han var 1863–1870 medlem av Kristianstads läns landsting, ordförande i Kristianstads stadsfullmäktige, satt 1863 i en kunglig kommitté rörande vattenrätten och 1869–1870 i en annan kunglig kommitté rörande myntväsendets ordnande på grundvalen av guld som värdemätare. 1867–1872 var han Kristianstads och Simrishamns samt 1873–1878 Stockholms representant i Andra kammaren. Han kom genast att aktivt engagera sig i kammarens förhandlingar genom att utarbeta dess arbetsordning, och hade därefter 1867–1870 plats i lagutskottet och understödde förslaget om ökade medborgerliga rättigheter för dissidenter. Det av Bergström skrivna betänkandet i "den skånska frälsefrågan", avgivet av Andra kammarens tillfälliga utskott, bidrog att lugna de vid den tiden upprörda sinnena.

### Civilminister
Den 3 juni 1870 inträdde Bergström i ministären som chef för civildepartementet. Järnvägsärendena låg honom särskilt om hjärtat. Riksdagen ställde 1871, i förtroende till civilministern, tio miljoner kronor till regeringens disposition som låneunderstöd åt enskilda järnvägsföretag. Genom Bergströms energi kunde nordvästra stambanan i sin helhet öppnas redan den 16 juni 1871; riksdagen beslöt 1873 att fortsätta statens järnvägsbyggnader norr om Gävle-Dala Järnväg och anlägga den andra sammanbindningsbanan mellan Sverige och Norge genom Jämtland till riksgränsen samt beviljade 1874 understöd för en tredje sammanbindningsbana genom Dalsland till riksgränsen, allt enligt Kunglig Majestäts på Berggrens föredragning framställda förslag.
Så långt var ju allting gott och väl, men Bergströms starkt byråkratiska läggning ställde honom helt naturligt i konflikt med det då härskande Lantmannapartiet, i all synnerhet då detta tydligt visat sin benägenhet att genom sin makt över budgeten tvinga fram önskade förändringar i ämbetsverkens organisation. Skarpa hugg växlades ock ofta mellan Bergström och partiets ledare, greve Arvid Posse, och striden drevs till sin spets när riksdagen 1874 drog in anslaget till presidentlönen i kommerskollegium. Trots det fanns denna post uppförd på nästa års budget. Företaget ogillades av 1875 års konstitutionsutskott, vars mening delades av Andra kammaren, och när samtidigt ett annat förslag från kunglig majestät att ordna frågan förkastades, fann Bergström situationen ohållbar och begärde sitt avsked den 11 maj 1875.

### Landshövding och senare politisk verksamhet

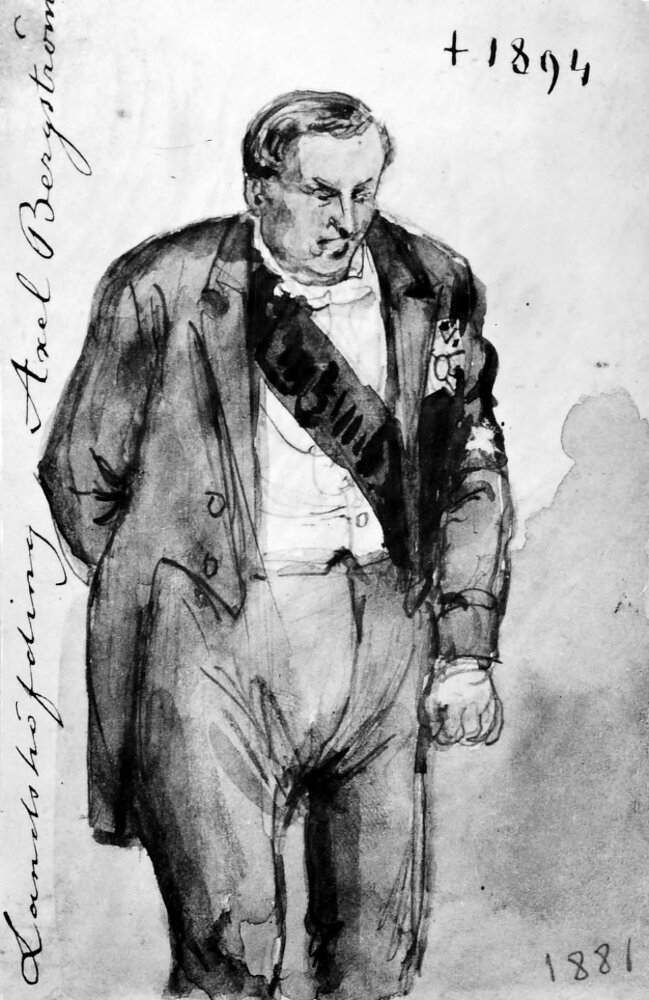
Skiss över Axel Bergström av Fritz von Dardel.

Efter sin avgång som civilminister utnämndes Bergström först till president i kammarkollegium och följande år till landshövding i Örebro län.
Han fortsatte sin strid mot Lantmannapartiet från riksdagsbänken till 1878. Därefter följde några års tillbakadragenhet från det politiska livet, men 1881 invaldes han av Örebro läns landsting i Första kammaren, vilket uppdrag han innehade till sin död. Han hade nu en följd av år plats som ordförande i lagutskottet, och hans klubba föll tungt över motioner, som inte föll honom i smaken. Särskilt var han på äldre år motståndare till alla förslag om vidgad religionsfrihet och den kommunala rösträttens begränsning. Motståndare till de Posseska arméförslagen 1883, på grund av sin motvilja mot grundskatteavskrivningen, lät han 1885 sitt motstånd fara och biträdde den partiella kompromiss mellan värnpliktens utsträckning och grundskatternas avskrivning, som då genomdrevs. Länge tveksam i tullfrågan, uttalade han sig vid januaririksdagen 1887 mot spannmålstullar, vilket dock inte hindrade honom att i februari 1888 ingå i den blandade ministär, som efter tullarnas seger avlöste Themptanders, och mottaga justitieportföljen. Redan september samma år återgick han dock till sin landshövdingestol, efter att under denna korta tid föranstaltat en mängd tryckfrihetsåtal, förnämligast mot förmenta förlöpningar av den utilistiska och socialistiska agitationen. Han biträdde också följande år de inskränkningar i tryckfriheten ("munkorgslagen"), som av Kunglig Majestät föreslogs men accepterades av riksdagen. 1891 fungerade han som ordförande i det särskilda utskottet som hade till behandling den nya sjölagen, av vars förande till seger han nog huvudsakligen kan tillskriva sig äran. Samma år förvånade han i hög grad sina konservativa meningsfränder genom att uttala sig för den politiska rösträttens utsträckning till alla kommunalt röstberättigade män, vilka fyllt 25 år.
Han var 1875 ledamot och ordförande i den svensk-norska kommittén för konsulatväsendets ordnande. Under 1893 års riksdag utnämndes han till ordförande i Nya lagberedningen, men avled i Örebro den 23 augusti 1893. Axel Bergström tillskrivs talesättet: "Gagnar det staten, så slå till!"